# Oto Pestner
Oto Pestner [óto péstner], slovenski pevec (tenor), skladatelj in aranžer zabavne glasbe, * 4. januar 1956, Celje.
Pestner je po očetu sintskega rodu. Je ena najvidnejših osebnosti v slovenski zabavni glasbi, odlikuje ga izjemno vzdržljiv glas. Prvi posnetek je naredil zgodaj v letu 1968 v studiu radia Celje za ansambel svojega očeta. Svoj samostojni nastop je imel na TV v oddaji Pionirski TV studio in na radiu v oddaji Veseli tobogan. Od 1970, ko je ta začela z gospelom, do leta 2008 je bil vodja vokalne skupine New Swing Quartet, od 1986 pa do 1991 ter v letih 1995 in 2015 pa je bil tudi član ansambla Alpski kvintet. Leta 1971 je zmagal na Slovenski popevki s skladbo Trideset let, čez šest let pa s skladbo Vrača se pomlad. Leta 1979 je zmagal na festivalu MMS s skladbo Tople julijske noči. Na tem festivalu je zmagal tudi leto kasneje, kjer sta skupaj z Majdo Petan pela skladbo Melodije sonca in morja. Od leta 2010 do 2014 je deloval s skupino Pro Anima Singers in z njo posnel tri albume. V zadnjih letih poleg s skupino New Swing Quartet sodeluje tudi z Omarjen Naberjem,  Urošem Perićem in Tino Gorenjak v projektu Trip to Las Vegas.
Leta 2022 je kandidiral na volitvah v državni zbor kot kandidat stranke Povežimo Slovenijo. 10. junija 2022 je proti koncu glasbenega nastopa v Rogaški Slatini doživel srčni infarkt. Oživljali so ga s srčnim defibrilatorjem in ga prepeljali na zdravljenje v mariborski UKC.

## Uspešnice

### Izvajalec
- Vse je lepše, ker te ljubim (1971)
- Trideset let (1971)
- Vem, nekje živeti mora (1972)
- Bisere imaš v očeh (1978)
- Tople julijske noči (1979)
- Moja dežela (1986)
- Ciganska kri (1991)
- Dan za zaljubljene (1993)

### Avtor
| Leto | Ime                       | Glasba/besedilo/aranžma          | Izvajalec                   |
| ---- | ------------------------- | -------------------------------- | --------------------------- |
| 1989 | Vrniva se na najino obalo | O. Pestner/O. Pestner/O. Pestner | Helena Blagne & Nace Junkar |

## Nastopi na glasbenih festivalih
- otroški festival San Remo (zmaga)[3]
- mladinski festival v Subotici (zmaga)

### Melodije morja in sonca
- 1978: Moje, tvoje ulice (Berti Rodošek - Dušan Velkaverh - Berti Rodošek) - 2. nagrada občinstva
- 1978: Tople julijske noči (Berti Rodošek - T. Rodošek - Berti Rodošek) - 1. nagrada občinstva
- 1980: Melodije sonca in morja (Milan Ferlež - Elza Budau - Ferlež) - 1. nagrada občinstva (z Majdo Petan)
- 1982: Tebi, Portorož (Jože Gorše - Alojz Fabijan - Jože Privšek) - 2. nagrada občinstva

### EMA
- 1995: Oda ljubezni (Oto Pestner - Marjan Šneberger - Oto Pestner) - 2. mesto (122 točk) (z Ireno Vrčkovnik)

### Slovenska popevka
- 1971: Trideset let - 1. nagrada občinstva
- 1972: Mati, bodiva prijatelja - 1. nagrada občinstva, nagrada za aranžma
- 1973: Tvoje solze - 2. nagrada občinstva
- 1974: Za ljubezen hvala ti - 2. nagrada občinstva
- 1975: Violine v mojem srcu
- 1976: Vem, nekje živeti mora - 2. nagrada občinstva, 3. nagrada mednarodne žirije
- 1977: Vrača se pomlad - 1. nagrada občinstva, 1. nagrade mednarodne žirije, zlata plaketa revije Stop, nagrada za aranžma
- 1978: Bisere imaš v očeh (s Franjom Bobincem) - 2. nagrada občinstva
- 1980: Z druge strani
- 1983: Zdaj je prepozno - nagrada mednarodne strokovne žirije
- 1998: Mami (Oto Pestner - Božidar Hering - Tomaž Kozlevčar) - 13. mesto (513 telefonskih glasov)
- 1999: Ciganska romanca (Oto Pestner - Božidar Hering - Oto Pestner) - 8. mesto (1.930 telefonskih glasov) (z Jolando Anžlovar)
- 2001: Dal bi ti vse - 9. mesto

### Beogradsko proleće
- 1973: Moja prva nježna noć

### Vaš šlager sezone, Sarajevo
- 1972: Tvoja pisma

### Omladina, Subotica
- 1971: Poslednje zbogom, nagrada za interpetaciju

### Opatija
- 1973: Mnogo srečnih let
- 1974: Kostanji
- 1975: Prijatelji iz otroških dni
- 1976: Šepet poletnih trav
- 1978: Letiva (kot Otto Pestner)

### Split
- 1972: Ča su pisma
- 1979: Ljubav je kad nekog voliš kao ja
- 1981: Balada o noni i golubovima
- 1983: Fatamorgana
- 1984: Ljubim te

## Diskografija

### solo albumi
- 1972: Oto Pestner (ZKP RTVL)
- 1973: Melodije za vas (ZKP RTVL)
- 1974: Zlato sonce in črna reka (ZKP RTVL)
- 1976: Črna zvezda (ZKP RTVL)
- 1977: Največji uspehi (ZKP RTVL / Dynamic)
- 1980: Pravi posao (Jugoton)
- 1983: Največji uspehi 1977-1982 (Helidon / Dynamic)
- 1984: Najljepše filmske pjesme (Jugoton)
- 1986: Pozdravi (ZKP RTVL, KD 1381) (Meri Avsenak in Oto Pestner pojeta pesmi Hanzija Artača)
- 1986: Mama Tereza (Helidon)
- 1986: Weltfilm Hits (VM Records) (kot Otto Pestner)
- 1987: Slovenija, najlepša dežela (Helidon)
- 1988: Sterne der Heimat (VM Records)  (kot Otto Pestner)
- 1988: Najrajši sem pri očku (Dokumentarna)
- 1990: Oto Pestner s svojimi gosti (ZKP RTVL)
- 1991: Ciganska kri (ZKP RTS)
- 1992: Zlate popevke (ZKP RTS)
- 1993: Dan za zaljubljene (Sraka)
- 1994: God Bless the Child (Corona)
- 1995: Oda ljubezni (Sraka)
- 1995: Invisible instruments (Dynamic)
- 1997: Slovenski album (Dynamic)
- 1999: Oto Pestner - 30 let-30 največjih uspehov - Največji uspehi Vol. 1: 1971-1977 (Helidon / Dynamic)
- 1999: Oto Pestner - 30 let-30 največjih uspehov - Največji uspehi Vol. 2: 1978-1982 (Helidon / Dynamic)
- 1999: Oto Pestner - 30 let-30 največjih uspehov - Največji uspehi Vol. 3: 1971-1998 (Helidon / Dynamic)
- 1999: Premillenium (Menart)
- 2000: Postmillennium: Oda tisočletju (Menart)
- 2001: Trideset let – 30 let (Menart)
- 2001: Glasba za morje in sonce otrok (Menart)
- 2001: Božič za dva (Menart) (najbolj uspešen album s prodanimi 40.000 izvodi)
- 2001: Christmas for Two (Unicat Records)
- 2003: Spomini na Elvisa (Menart)
- 2003: Največji uspehi malo drugače (Menart)
- 2003: Dnevi radia Vol.1 (Gorenje)
- 2003: Dnevi radia Vol.2 (Gorenje)
- 2003: Dnevi radia Vol.3 (Gorenje)
- 2004: Mati Evropa (Dallas)
- 2006: Abraham Collection (4CD) (ZKP RTS)
- 2007: Božič – Christmas (Gorenje)
- 2007: Verjemi v ljubezen (Dallas / Unicat)
- 2008: Božična želja (Dallas)
- 2008: Tributes (3CD) (APZ Kranj)
- 2010: Legende Slovenske popularne glasbe (ZKP RTS)
- 2014: Ciganska kri / In concert (KUD LEMA)
- 2015: 60 let: Vse najboljše! (Dallas)
- 2017: Helidonove Uspešnice 50 let: Mama Tereza - Oto Pester Vol. 1 (Helidon)
- 2017: Helidonove Uspešnice 50 let: Oto Pestner in Jolanda Anžlovar: Ljubi me – dueti, Vol. 1 (Helidon)
- 2017: Christmas with Star Tenor Oto Pestner - If Every Day Was Like Christmas (ADLA Media)
- 2017: Moji Metulji (2CD) (Dallas)

### solo male plošče
- 1968: Najrajši sem pri očku / Jutro se svita / Lepše ni nikjer na svetu / Cigančkova violina (Jugoton)
- 1971: Prlek / Ostal sem sam (Helidon)
- 1971: Imel sem jo rad / Dama (She’s a lady) (Helidon)
- 1972: Spušta se noć / Gdje si ljubavi (Jugoton)
- 1972: Tvoja pisma / Ostavi se (Jugoton)
- 1972: Vse je lepše, ker te ljubim / Sinoči (Jugoton)
- 1972: Ča su pisma / Kad se sjetim majke (Jugoton)
- 1973: Še nobena / Si pozabila (ZKP RTVL)
- 1973: Mnogo srečnih let od tod / Bolj kot ljubim, več imam (ZKP RTVL)
- 1973: Tvoje solze / Bila sva še otroka (ZKP RTVL)
- 1974: Za ljubezen hvala ti / Cifra mož (ZKP RTVL)
- 1975: Prijatelji iz otroških dni / Zlato sonce in črna reka (ZKP RTVL)
- 1976: Šepet poletnih trav / Čežnja za djetinstvom (ZKP RTSVL)
- 1976: Vem, nekje živeti mora / Obiski (ZKP RTVL)
- 1977: Vrača se pomlad / Ti prevzetna mala (ZKP RTVL)
- 1978: Letiva / 30 let (ZKP RTVL)
- 1978: Bisere imaš v očeh / Moje orglice (ZKP RTVL)
- 1978: Uzalud jecaš gitaro / Pozdravi Mariju (Jugoton)
- 1979: Ljubav je kad nekog voliš kad ja / Kud žure svitanja rosna? (Jugoton)
- 1982: Bjeli, crni – ljudi svi / Rock’n roll brings you alive (Jugoton)
- 1983: Now those days are just a memory / Leave me alone (Jugoton)
- 1983: Orlando song / Fly high (Koch Records)
- 1984: Mary Ann / Senorita (Helidon)
- 1986: Slovenija, najlepša si dežela / Mama (Jugoton) (Oto Pestner in Nace Junkar) (Popevka Vesele jeseni '86)
- 1988: Mary Ann (v nemščini) / Senorita (v nemščini) (VM Records) (kot Otto Pestner)

## Nagrade

### Zlati petelin
- 1996
  - Pop pevec
  - Pevec narodno-zabavne glasbe
- 1997: Pevec narodno-zabavne glasbe